# Gheorghe Dumitrescu-Bumbești
Gheorghe Dumitrescu-Bumbești (1861, Scoarța, Gorj - 2 august 1939) este considerat părintele băncilor populare din România.
S-a născut la Scoarța în 1861 sau 1856 după alți cercetători. Mai apoi a urmat cursurile primare la școala din Copăcioasa, iar ulterior la Școala Normală din Târgu Jiu. A activat ca funcționar la Creditul Agricol, ca mai apoi să se dedice învățământului. În 1893 se transferă la Bumbești Jiu, unde este învățător la școala din sat. Pe 5 aprilie 1898, alături de alți învățători, agricultori precum și nouă preoți, înființează Cercul „Luminarea Săteanului”. În acest cerc, Dumitrescu-Bumbești și alții au editat revista „Șezătoarea Săteanului”. 
În 1898, Spiru Haret, în calitate de ministru al Instrucțiunii Publice, îl deleagă pe Gheorghe Dumitrescu-Bumbești să informeze prin cercurile sale ideea „întovărățire economică”. Mai apoi după 3 ani este delegat să înființeze „bănci populare în întreaga țară”. Astfel sunt înființate înainte de 1900, bănci populare în satele din județului Gorj. În anul 1903 erau înființate peste 700 de bănci de acest tip în toată țară. Cele mai multe bînci erau în județele Dâmbovița, Dolj și, foarte important, Gorj. Gheorghe Dumitrescu-Bumbești îndeplinește mai multe funcții peste aceste bănci create timp de 40 de ani: controlor, inspector, inspector general, consilier, membru al conducerii pe țară. 
În 1911, înființează o școală de comerț și cooperație în Gorj care pregătea contabili.
Gheorghe Bumbești a mai fost prefect între 1918-1919, inspector administrativ pe județ și senator de Arad. 
Gheorghe Dumitrescu-Bumbești spunea în săptămânalul „Vertical”: 
«O mână de oameni am întreprins lupta și deja 3 județe ne-au ascultat. Numărul mare de societăți economice ce am înființat în aceste 3 județe este semnalul că sărăcia, din casa românului, trebuie să dispară, iar străinul cămătar…trebuie să plece. Unească-se cu noi toți cei cu dor de țară, și deșteptând pe țăran, să știe cum să muncească, cum să-și facă economii, cum să se ajute tot din banii lui, luând de la bănci populare»